# Miroslav Balatka
Miroslav Balatka (* 13. července 1970 Sokolov) je český politik a geodet, v letech 2018 až 2024 senátor za obvod č. 2 – Sokolov, v letech 2012 až 2016 a opět od roku 2020 zastupitel Karlovarského kraje, od roku 2018 zastupitel města Sokolov, dříve nestraník za stranu ALTERNATIVA, později člen hnutí STAN.

## Život
V letech 1984 až 1988 vystudoval Střední průmyslovou školu keramickou Karlovy Vary a následně v letech 1988 až 1993 obor geodezie a kartografie na Českém vysokém učení technickém v Praze (získal titul Ing.).
Pracovní kariéru začínal v letech 1993 až 1995 jako samostatný geodet ve společnosti GKS. Mezi roky 1995 a 1999 působil jako úředně oprávněný zeměměřický inženýr ve firmě GS, následně byl v letech 1999 až 2005 key account managerem a obchodním ředitelem v akciové společnosti Infinity. Od roku 2005 se živí jako osoba samostatně výdělečně činná (OSVČ) v oboru geodezie.
Miroslav Balatka žije ve městě Sokolov.

## Politická kariéra
V komunálních volbách v roce 2014 kandidoval jako nezávislý na kandidátce subjektu "Radnice Středu" (tj. nezávislí kandidáti a Zelení) do Zastupitelstva města Sokolov, ale neuspěl. V krajských volbách v roce 2012 byl jako nestraník za stranu ALTERNATIVA zvolen zastupitelem Karlovarského kraje. Ve volbách v roce 2016 již nekandidoval.
Ve volbách do Poslanecké sněmovny PČR v roce 2017 kandidoval jako nestraník za hnutí STAN v Karlovarském kraji, ale neuspěl.
Ve volbách do Senátu PČR v roce 2018 kandidoval jako nestraník za hnutí STAN v obvodu č. 2 – Sokolov. Podpořila jej i TOP 09 a Piráti. Se ziskem 28,74 % hlasů vyhrál první kolo voleb a ve druhém kole se utkal s kandidátkou hnutí ANO 2011 Renatou Oulehlovou. Tu porazil poměrem hlasů 59,47 % : 40,52 % a stal se senátorem.
V Senátu je členem Senátorského klubu Starostové a nezávislí, Podvýboru pro regiony v transformaci Výboru pro územní rozvoj, veřejnou správu a životní prostředí, je rovněž místopředsedou Výboru pro zahraniční věci, obranu a bezpečnost.
V komunálních volbách v roce 2018 byl jako nestraník za hnutí STAN zvolen zastupitelem města Sokolov, a to na kandidátce subjektu "Piráti Sokolov s podporou Starostů a nezávislých". V krajských volbách v roce 2020 byl již jako člen hnutí STAN zvolen zastupitelem Karlovarského kraje, a to na kandidátce uskupení „STAN - Starostové a nezávislí společně s KOA, VPM Cheb a TOP 09“. Mandát krajského zastupitele posléze obhájil i v krajských volbách v roce 2024.
V komunálních volbách v roce 2022 kandidoval do zastupitelstva Sokolova ze 7. místa kandidátky hnutí STAN. Vlivem preferenčních hlasů však skončil první, a mandát zastupitele města se mu tak podařilo obhájit.
Ve volbách do Senátu PČR v roce 2024 obhajoval za hnutí STAN mandát senátora v obvodu č. 2 – Sokolov. Podporovali ho též Piráti a KDU-ČSL. Se ziskem 25,41 % hlasů skončil na 2. místě. Nicméně Jana Mračková Vildumetzová z hnutí ANO vyhrála už první kolo, když obdržela 50,72 % hlasů. Balatka tak mandát senátora neobhájil.
Ve volbách do Poslanecké sněmovny PČR v roce 2025 kandiduje jako člen hnutí STAN na 4. místě kandidátky v Karlovarském kraji. V květnu 2025 byl zvolen členem předsednictva hnutí STAN, jímž byl již dříve do července 2022.